# Радован Сремац
Радован Сремац (Шид, 7. јун 1982) српски је археолог и хроничар општине Шида и Срема. Његова истраживачка интересовања су: археологија римских провинција Централног Балкана, историја Војводине 18—19. века, генеалогија, страдање цивила у току Другог светског рата.

## Биографија
У родном граду завршава основну и средњу школу. Дипломирао је на Одељењу за археологију Филозофског факултета у Београду, са темом Археолошка сведочанства најранијег римског присуства у Срему. Стекао је 2009. године звање кустоса код Музеја Војводине у Новом Саду са темом: Римски локалитети на територији општине Шид, под менторством доцента др Мирослава Вујовића и 2017. године стекао звање вишег кустоса код Народног музеја у Београду, под менторством мр Тијане Станковић Пештерац.
У периоду 2009—2013. године био је запослен као кустос-археолог у Галерији слика „Сава Шумановић” Шид. Обављао је функцију директора поменуте установе 2011—2012. године. Почевши од 2014. године био је запослен у Завичајној археолошкој збирци Шид при Народној библиотеци „Симеон Пишчевић” Шид као кустос-археолог. Данас је запошљен као кустос у Музеју наивне уметности „Илијанум“ Шид.
Члан је Српског археолошког друштва, од 2007. године

## Дела

### Монографске публикације
- У залеђу престонице – Општина Шид у касној антици. Коаутор Бранка Цмиљановић, Галерија слика „Сава Шумановић”, Шид 2012.
- Сава Шумановић – лично, породично, национално, Галерија слика „Сава Шумановић”, Шид 2012.[2]
- Породица Шумановић. У: Сава Шумановић: Музеј савремене умјетности Републике Српске, 5. јули—5. август 2012. године, Музеј савремене умјетности Републике Српске, Бања Лука 2012.
- Водич за мале праисторичаре: за узраст 6-8 година, коаутор Анђелка Радосављевић, Галерија слика „Сава Шумановић”, Шид 2013.
- Пописи Шида: 1722-1866, Народна библиотека „Симеон Пишчевић”, Шид 2013.
- Јевреји у Шиду, коаутор Емил-Милан Клајн, Народна библиотека „Симеон Пишчевић”, Шид 2014.[3]
- Шид 1913: с куће на кућу, Народна библиотека „Симеон Пишчевић”, Шид 2014.
- Градина на Босуту: каталог сталне поставке, Народна библиотека „Симеон Пишчевић”, Шид 2014.
- Породица Орешковић и варош Шид (pp. 14–20). У: Мита Орешковић: први српски кантаутор / приредио Дејан Томић. Шид: Народна библиотека „Симеон Пишчевић”; Нови Сад: Прометеј, 2014.
- Археолошка баштина општине Шид: праисторија – антички период – средњи век, Народна библиотека „Симеон Пишчевић”, Шид 2014.
- Православно становништво Шида до 1900. године, Народна библиотека „Симеон Пишчевић”, Шид 2015.
- Изабрани шидски тестаменти, Народна библиотека „Симеон Пишчевић”, Шид 2015.
- Гражданство шидско, Културно образовни центар Шид, Шид 2016.[4]
- Четири приче о једној вароши и једном царству, Културно образовни центар Шид/Друштво српско-руског пријатељства Шид, Шид 2016.[5][6]
- , Музеј града Илок, Илок 2018.
- , Завичајни клуб општине Шид, Шид 2018.
- , Завичајни клуб општине Шид, Шид 2018.
- , Завичајни клуб општине Шид, Шид 2018.
- Храм Преноса моштију Св. оца Николаја у Шиду, Завичајни клуб општине Шид, Шид 2018.
- Од Илије Чварка до Илије Босиља, Музеј наивне уметности „Илијанум”, Шид 2018.
- , Завичајни клуб општине Шид, Шид 2019.
- / , Завичајни клуб општине Шид, Шид 2019.
- / , Завичајни клуб општине Шид, Шид 2019.
- / , Завичајни клуб општине Шид, Шид 2019.
- Нит која нас веже (каталог изложбе), Музеј наивне уметности „Илијанум”, Шид 2019.
- Моје приче, Завичајни клуб општине Шид, 2020.
- Јеврејске породице у Земуну и околини / Jewish families in Zemun and the surroundings, Архив Војводине, 2020.
- Јевреји централне Бачке током прве половине 19. века / The Jews of central Bačka during the first half of the 19th century, Архив Војводине, 2020.
- Русинске породице у селима општине Шид / Руски фамелиї у валалох општини Шид. Завичајни клуб општине Шид, 2020.
- Становништво Моловина до 1930. године. Нови Сад: Архив Војводине, 2021.
- Музеј наивне уметности „Илијанум” Шид: првих педесет година (1971-2021) / Museum of naive art - llijanum, Sid: the first fifty years (1971-2021). Шид: Музеј наивне уметности „Илијанум” Шид, 2021.
- Документарна грађа Галерије слика „Сава Шумановић“ Шид, Шид: Галерија слика „Сава Шумановић” Шид, 2021.
- Босиљеви краљеви, краљице, јунаци и виле, Музеј наивна уматности „Илијанум” Шид, 2021.
- Судбине из 42. у „Срем 1942”. (Каталог изложбе). Београд: Музеј жртава геноцида, 2022.
- Крсне славе у Срему: aрхивска грађа Српске православне конзисторије Архидијецезе карловачке, Нови Сад: Aрхив Војводине, 2022.
- Oд дечије маште до уметности. Шид: Музеј наивне уметности „Илијанум” Шид – Галерија слика „Сава Шумановић“ Шид, 2022.
- Од Јагњећег руна до Бакље: породица Лампел - Лапид / From Lamb’s fleece to Torch : family Lampel – Lapid. Нови Сад: Aрхив Војводине, 2022.
- Од прстена до слике: јеврејска заједница у Шиду кроз призму археологије, историје и историје уметности, Шид: Музеј наивне уметности „Илијанум“ Шид, 2022.
- Шумановић и Босиљ: од поетског реализма до симболичке наиве. Каталог изложбе у Галерији Дома Војске Србије, 1. децембар 2022 – 31. јануар 2023. Београд: Медија центар Одбрана, 2022.
- . Нови Сад: Aрхив Војводине, 2023.
- Православно становништво Ердевика, Шид: Завичајни клуб Општие Шид – Сремска Митровица: Историјски архив „Срем”, 2023.
- Православно становништво Беркасова, Нови Сад: Aрхив Војводине, 2023.
- Музеј наивне уметности „Илијанум” Шид (каталог). Шид: Музеј наивне уметности „Илијанум“ Шид, 2024. Коаутор Марија Покрајац.
- Спомен-кућа Саве Шумановића. Шид: Галерија слика „Сава Шумановић” у Шиду, 2024. Рахела, Шид: Завичајни клуб Оштине Шид, 2025.

### Прилози у периодици и серијским публикацијама
- Прилог познавању топонима општине Шид са посебним освртом на римске локалитете. Гласник Српског археолошког друштва 24 (2008). стр. 313.–328.
- Јединствен налаз средњевековног надгробног споменика на територији Срема. Коаутор Верица Тасић. Рад Музеја Војводине 51 (2009). стр. 77.–86.
- Осврт на територију општине Шид током касноантичког периода. Зборник Музеја Срема 8 (2009). стр. 101.–115.
- Шидско порекло митрополита српског Петра Јовановића. Шидина 11 (2009). стр. 158.–175
- Тамо и ‘вамо преко Босута код Градине. Шидина 12 (2010). стр. 123.–127.
- Мауковићи били угледни Шиђани: трагом написа о шидском цртачу Миливоју Мауковићу. Сремске новине. Год. 52, бр.2660 (22.2.2012). стр. 17.
- Свадбени дарови за краља Александра: занимљива историја породице Грчић из Шида. Сремске новине. Год. 52, бр.2683 (1.8.2012). стр. 16.
- Угледно име градске прошлости: занимљива историја породице Грчић из Шида. Сремске новине. Год. 52, бр.2684 (8.8.2012). стр. 16.
- Божа дунстер из угледне шидске породице. Сремске новине. Год. 52, бр (2012). стр. 34.
- Један изузетан запис песме Востани Сербие. Зборник Музеја Срема 9 (2012). стр. 76.–82.
- Шидско културно лето 1893. године. Сремске новине. Год. 53, бр. 2706 (9.1.2013). стр. 28.
- Богати и дарежљиви шидски племићи – Племенити Миковићи и слободни краљевски град Нови Сад. Сремске новине 53, бр. 2714 (6.3.2013). стр. 28.
- Две старе и богате породице: укратко о шидским Недељковићима. Сремске новине 2717 (27.3.2013). стр. 28.
- Остало само јеврејско гробље: прилог историји Јевреја у Шиду. Сремске новине. Год. 53, бр. 2721 (24.4.2013). стр. 28.
- Марија Терезија потврдила привилегије: 240 година од добијања статуса града. Сремске новине. Год. 53, бр. 2726 (29.5.2013). стр. 28.
- Сава Шумановић, изданик посебне врсте. Историја Бр. 38 (март 2013). стр. 32–35.
- Градина на Босуту – Сремсци против Римског царства. Историја Бр. 40 (мај 2013). стр. 50–52.
- Испунила животну жељу сина Саве: 45 година од смрти Персиде Шумановић. Сремске новине. Год. 53, бр. 2731 (3.7.2013). стр. 28.
- Угледна и богата апотекарска породица Козјак. Сремске новине. Год. 53, бр. 2737 (14. 8. 2013). стр. 28.
- Славни син Јулијане и Лазара Јовановића. Сремске новине. Год. 53, бр. 2746 (16. 1. 2013). стр. 28.
- Археолози поново у акцији: пола века истраживања Градине на Босуту. Сремске новине. Год 53, бр. 2749 (6. 11. 2013). стр. 28.
- Сећање на једну јеврејску трговачку породицу-Франкови из Товарника. Сремске новине. Год. 53, бр. 2755 (18. 12. 2013). стр. 28.
- Сахрањивање у порти цркве Св. Оца Николаја у Шиду. Споменица Архива Срем 12. (2013). стр. 165.–179
- Извори из XVIII и XIX века за проучавање археолошке баштине Општине Шид. Грађа за проучавање споменика културе Војводине 27 (2014). стр. 7.–14.
- Прилог проучавању библиографије Шиђана до 1900. године. Годишњак библиотека Срема за 2014. Бр. 15 (2015). стр. 125.–128.
- Пишчевићи поново „међу Шиђанима“ након 280 година. Сремске новине. Год 55 (1. 7. 2015). стр. 28.
- Храбри шидски адвокат др Адалберт Пурић. Сремске новине. Год 54 (5. 3. 2014), бр.17. стр. 28
- Одисеја сремских имиграната у Америци – о породици Баћанов из Вашице. Сремске новине. Год 55 (12. 8. 2015). стр. 32.
- Олга Костић – последња шидска госпођа. Сремске новине. Год 55 (18. 2. 2015), бр. 7. стр. 28.
- Матичне књиге Израелске богоштовне општине у Ердевику. Зборник Јеврејског историјског музеја и Савеза јеврејских општина Србије 10 (2015). стр. 275—302.
- Шидски брест између легенди и чињеница. Сремске новине. Год 55 (26. 8. 2015). стр. 29.
- Две знамените породице: Станивуковић и Трумић. Сремске новине. Год 55 (15. 7. 2015). стр. 28.
- Шидско крваво лето 1942. Сремске новине. Год 55 (6. 8. 2014), бр. 63. стр. 28.
- Франкови у Товарнику. Мост – Билтен Удружења усељеника из бивше Југославије у Израелу – Год. 62, јануар/фебруар 2014, бр. 1. стр. 12.
- Шиђанка која је одбила орден Светог Саве. Сремске новине. Год 54 (17. 9. 2014), бр. 74. стр. 28.
- Шидски фотограф Ђорђе-Ђока Карафиловић. Сремске новине. Год 54 (12. 11. 2014), бр. 94. стр. 29.
- Мостови на Босуту код Градине. Сремске новине. Год 55 (14. 1. 2015), бр. 1. стр. 28.
- Ко је била Персида Шумановић. Политика. Год. 110 (16. 6. 2013).
- Промоција књиге и Шида у Израелу. Сремске новине. Год 55 (25. 11. 2015). стр. 33.
- Црквена ризница шидског намесништва. Сремске новине. Год 56, бр. 2875 (6. 4. 2016). стр. 23.
- Археолошка ископавања локалитета Градина на Босуту. Грађа за проучавање споменика културе Војводине 29, 2016.
- Римски катанац са маском из Моловина код Шида. Зборник Музеја Срема 10, 2016.
- Ботино звоно још увек звони у Моловину. Споменица ИА „Срем” 15, 2016.
- Пријаве занатских радњи на територији општине Шид. Зборник музеја Срема 10, 2016.
- Библиотека и архив Црквене ризнице у Шиду. Годишњак библиотека Срема 16, 2016.
- Заштитна археолошка ископавања локалитета Градина на Босуту. Грађа за проучавање споменика културе Војводине 29, 2016.
- Римски катанац са маском из Моловина код Шида. Зборник Музеја Срема 10, 2016.
- Цртица о заборављеној шидској списатељици. Годишњак библиотека Срема 17, 2017.
- Последња Јеврејка у Шиду - од Галиције, преко логора до Срема. Лист Мост (Израел) број 3-4. за август 2017.
- Матичне књиге рођених Бачкопаланачког рабината 1851-1872. године. Годишњак Друштва „Панонија“ 5.
- Вук Стефановић Караџић и Шиђани. Сремске новине бр. 2915. од 11. јануара 2017.
- Први век постојања шидске библиотеке. Сремске новине бр. 2946. од 16. августа 2017.
- У каквој су вези Исидор Цанкар, Божа Дунстер и Миливој Мауковић. Сремске новине бр. 2949. од 6. септембра 2017.
- Задужбине и друштва при Српској православној црквеној општини у Шиду. Шидина 16. 2018.
- Породица Јешић – Славуј из Шида. Караџић 9 (Часопис за историју, етнологију археологију и уметност), 2018.
- Библиотека и архив Црквене ризнице у Шиду. Манастири и библиотеке чувари културне баштине (Зборник радова са стручног скупа одржаног 18. маја 2017. године у манастиру Велика Ремета). 2018.
- Матичне књиге рођених рабината у Новом Саду. Лист Мост (Израел) број 4. за мај 2018.
- Matične knjige rođenih bačkopalanačkog rabinata 1851-1872. godine. Годишњак Друштва „Панонија“ 5. 2018.
- Шидско намесништво од 1934. до 1939. године. Споменица ИА „Срем“ 17. 2018.
- Цртица о културној баштини Шида: кућа породице Трумић (коаутор Ненад Кнежевић). Грађа за проучавање споменика културе Војводине 30. 2018.
- Јевреји у документима Српске православне црквене општине у Шид. Археон: Годишњак Архива Војводине 1. 2018.
- . Časopis Most br. 6, 2018.
- . Časopis Most br. 6, 2018.
- . Шидина 17, 2018.
- Црквене библиотеке и архиви као извори за генеалогију и проблематика генеалогије у Срему. Манастири и библиотеке чувари културне баштине (Зборник радова са стручног скупа одржаног 10. маја 2018. године у манастиру Велика Ремета), 2019.
- О почецима библиотекарства и првим приватним библиотекама у Шиду. Шидина 18, 2019.
- О Мити, почецима библиотекарства и првим приватним библиотекама у Шиду. Шидина 18, 2019.
- Прилози за генеалогију јеврејских породица - Јевреји у селима општине Шид. Археон 2, 2019.
- O пореклу јеврејских породица у Срему. Споменица ИА „Срем“ Сремска Митровица 18, 2019.
- Књиге о јеврејској генеалогији у Србији, Lamed 20.
- Попис православних породица и крсних слава у Осијеку, Винковцима, Вуковару и Илоку 1906. године, Споменица Историјског архива „Срем” Сремска Митровица 19.
-. Грађа за проучавање споменика културе Војводине 33.
- , Археон 3.
- О апотекарској породици Козјак из Шида. Рад Музеја Војводине 62 (70-76), 2020.[7]
- Археолошка збирка у Шиду - историјат, фондови, проблеми, будућност. Зборник Музеја Срема 11, 2021.[8]
- Осврт на јеврејско гробље у Бачкој Паланци. Синагоге и јеврејско наслеђе у југоисточној Eвропи: међународни научни зборник. (Стр. 215-238), 2021.[9]
- Документа јеврејске провенијенције из прве половине ХIХ века. Коаутор Ури Тадмор. Споменица Историјског архива „Срем“ 20 (165-171), 2021.
- Судбина архива јеврејских општина у току Другог светског рата - трагом матичних књига. Споменица Историјског архива „Срем“ 21 (215-231), 2022.
- Предговор књиге Под жутом траком аутора Андреа Деака. нови Сад: ГО СУБНОР, 2022.
- . Годишњак Завичајног друштва „Стара Бешка“ 5 (стр. 154-171), 2022.
- Судбина архива јеврејских општина у току Другог светског рата – трагом матичних књига. Споменица Историјског архива „Срем“ 21 (стр.  215-231), 2022.[10]
- Село Гибарац током 18. века. Споменица Историјског архива „Срем“ 22, 2023.
- Попис становништва цивилног Срема из 1781. године. Доситејев врт: годишњак Задужбине „Доситеј Обрадовић“ 11, 2023.
- Сава Шумановић и Париз у светлу документарне грађе Галерије слика „Сава Шумановић” у Шиду. Зборник радова са Научне конференције Сава Шумановић и европски реализми између два светска рата. Нови Сад – Шид: Спомен-збирка Павла Бељанског и Галерија слика „Сава Шумановић” у Шиду, 2023.
- Демографско кретање српског становништва у Шиду током 18. века. Доситејев врт: годишњак Задужбине „Доситеј Обрадовић“ 12 (стр. 197-213), 2024.
- Верска структура становника Вуковарског властелинства 1732. године. Споменица Историјског архива „Срем“ 23 (стр. 171-189), 2024.
- Прилог за порекло и родослов Миланковића из Даља. Археон: часопис Архива Војводине 6 (стр. 241-250), 2024. Коаутор Небојша Мићић.
- Пописи становништва Сремске жупаније од 1780. до 1783. године. Зборник Матице српске за историју 110 (стр. 61-80), 2024.

### Текстови на онлајн порталима
- О шидским Шумановићима. Архивум – портал Архива Војводине
- Шид од конкордатске кризе 1937. до ослобођења 1945. године у светлу докумената из архива Српске православне цркве у Шиду. Архивум – портал Архива Војводине
- Осврт на археолошку баштину општине Шид. Архивум – портал Архива Војводине
- Црквенa ризницa Српског православног архијерејског намесништва Шидског. Архивум – портал Архива Војводине
- Сарајевски дечак који је протрчао кроз Шид. Архивум – портал Архива Војводине
- Јеврејске породице у јужној Бачкој. Архивум – портал Архива Војводине
- Становништво Шида према националности и вероисповести. Архивум – портал Архива Војводине
- Осврт на босутску Градину. Архивум – портал Архива Војводине
- Порекло официра и композитора Јосифа Руњанина (Винковци, 1821 – Нови Сад, 1878). Портал Poreklo.rs
- Порекло презимена, (Мала) Вашица (Општина Шид). Портал Poreklo.rs
- Порекло презимена, село Кузмин (Општина Сремска Митровица). Портал Poreklo.rs
- Порекло презимена, село Бачинци (Општина Шид). Портал Poreklo.rs
- Порекло презимена, село Беркасово (Шид). Портал Poreklo.rs
- Порекло и породица Георгија Магарашевића, оснивача Летописа Матице српске. Портал Poreklo.rs
- Српске православне породице у Лаћарку (Сремска Митровица). Портал Poreklo.rs
- Судбина једне породице у контексту историје региона и државе – о породици Сремац из Вашице. Портал Poreklo.rs
- О домовним протоколима у Срему. Портал Poreklo.rs
- Укратко о породици сликара наивца Илије Башичевића Босиља (Шид, 1895 – Шид, 1972). Портал Poreklo.rs
- О потомству српског и руског генерал-мајора, књижевника и историчара Симеона Пишчевића. Портал Poreklo.rs
- Протоколи (матичне књиге) Српске православне парохије у Шиду. Портал Poreklo.rs
- Генеалошке заблуде или како не правити родослов – примери из Срема. Портал Poreklo.rs
- О становништву Ердевика. Портал Poreklo.rs
- Сремски преци и породица митрополита српског Петра Јовановића. Портал Poreklo.rs
- Породица племенитих Миковића из Шида. Портал Poreklo.rs
- O српском православном становништву у Илоку. Портал Poreklo.rs
- Порекло презимена, село Моловин (Шид). Портал Poreklo.rs
- Порекло академског сликара Саве Шумановића. Портал Poreklo.rs
- Порекло презимена, град Шид. Портал Poreklo.rs
- Шиђанин Миливој Мауковић – зачетник српског стрипа Портал http://kulturanadar.dar.org.rs/.
- Како је добро дело спасило једну јеврејску породицу? Портал http://kulturanadar.dar.org.rs/.

## Истраживачко и радно искуство
- 2023. Руководилац пројекта Оживљавамо уметност, развијамо машту у организацији Музеја наивне уметности „Илијанум” Шид.
- 2022. Руководилац пројекта и аутор изложбе Од прстена до слике: Јеврејска заједница у Шиду кроз призму археологије, историје и историје уметности у организацији Музеја наивне уметности „Илијанум” Шид.
- 2022. Коаутор изложбе Срем 1942. у организацији Музеја жртава геноцида из Београда. Коаутор Бојан Арбутина.
- 2022. Коаутор изложбе Шумановић и Босиљ: Од поетског реализма до симболичке наиве у организацији Галерије слика „Сава Шумановић” Шид, Музеја наивне уметности „Илијанум” Шид и Медија центра „Одбрана” из Београда. Коаутор Љубинка Пантић.
- 2022. Руководилац пројекта Израда фотодокументације уметничког фонда Музеја наивне уметности „Илијанум“ Шид за потребе дигитализације и имплементације у јединствени информациони систем за музеје у организацији Музеја наивне уметности „Илијанум” Шид.
- 2022. Руководилац пројекта Побољшање услова излагања и презентације уметничких дела у Музеју наивне уметности „Илијанум” Шид у организацији Музеја наивне уметности „Илијанум“ Шид.
- 2022. Коаутор концепта изложбе Шиђани Шиђанима о уметности у организацији Галерије слика „Сава Шумановић” Шид и Музеју наивне уметности „Илијанум” Шид. Коаутор Љубинка Пантић.
- 2021. Аутор концепта изложбе Упознајте фантастични свет Илијанума у организацији Музеја наивне уметности „Илијанум” Шид и Огранка САНУ у Новом Саду.
- 2021. Руководилац пројекта и аутор изложбе Нит која нас веже у организацији Музеја наивне уметности „Илијаум” Шид.
- 2020. Руководилац пројекта Документовање Холокауста у српском делу Срема (наставак) под покровитељством Савеза јеврејских општина Србије.
- 2020. Учесник пројекта Матице српске: Насеља и становништво Војводине, у оквиру теме: Насеља и становништво Срема у  веку и у првој половини ХIХ века (руководилац др Жарко Димић).
- 2020. Руководилац пројекта Мапирање и дигитализација јеврејских гробаља у Војводини (Завичајни клуб Општине Шид, Архив Војводине, Јеврејска општина Нови Сад).
- 2020. Руководилац пројекта - изложбе Одбрана уметника, увреда човека у организацији Музеја наивне уметности „Илијанум” Шид.
- 2019.	Члан екипе на заштитним археолошким истраживањима на траси гасовода на локалитету Дрењак код Зајечара у организацији Завода за заштиту споменика културе из Ниша.
- 2019.	Руководилац заштитних археолошких истраживања на траси гасовода на локалитетима у Молу и Ади у организацији Међуопштинског завода за заштиту споменика културе Суботица.
- 2019.	Аутор изложбе „Нит која нас веже“ у Музеју наивне уметности „Илијанум“ Шид.
- 2019.	Одржано предавање у организацији израелског удружења Hitahdut Olej Ex Jugoslavija на тему историје јеврејских заједница у Војводини у Музеју бораца из варшавског гета у кибуцу Лохамеј ХаГетаот у Израелу.
- 2019.	Одржано предавање у Централном архиву за историју јеврејског народа (The Central Archives for the History of the Jewish People) на Хебрејском универзитету у Јерусалиму о јеврејским заједницама на подручју Србије и Хрватске (Вуковар, Илок, Сремска Митровица, Рума, Бачка Паланка, Нови Сад итд).
- 2019.	Одржано предавање о у архиву града Раанане у организацији централног израелског генеалошког удружења (Israel Genealogy Research Association) о методологији и могућностима истраживања јеврејске генеалогије у Србији и Хрватској.
- 2018.	Руководилац пројекта „Документовање Холокауста на подручју српског дела Сремац“ Завичајног клуба општине Шид под покровитељством Савеза јеврејских општина Србије.
- 2017. Аутор изложбе „Градина на Босуту” намењене за гостовање у земљама региона,[11]
- 2016. Аутор музејске поставке Црквене ризнице Српског православног архијерејског намесништва Шидског[12]
- 2015. Организовао представљање Шида и јеврејског наслеђа у Шиду у градској кући у Хаифи и у музејско-истраживачком центру ЈадВашем у Јерусалиму.
- 2015. Реализован пројекат Ревизија фонда завичајне археолошке збирке при Народној библиотеци „Симеон Пишчевић” Шид и побољшање услова чувања материјала
- 2015. Аутор изложбе „Градина на Босуту” у Завичајном музеју у Руми
- 2014.	Аутор идеје и пројекта подизања споменика шидских Јеврејима настрадалим у Холокаусту.[13]
- 2014. Реализован пројекат „Нови концепт сталне археолошке поставке Градина на Босуту” у Народној библиотеци „Симеон Пишчевић” у складу са модерним тенденцијама музеологије
- 2014. Реализован пројекат „Нови приступ презентацији покретне археолошке баштине општине Шид у складу са модерним тенденцијама музеологије”
- 2014. Завршен пројекат дигитализације српског православног гробља у Шиду и израде мапе у циљу заштите гробних парцела
- 2013. Дигитализација црквене архивске грађе у црквеним општинама Православног архијерејског намесништва Шидског
- 2013. Заштитна истраживања археолошког локалитета Градина на Босуту (Завод за заштиту споменика културе Сремска Митровица)
- 2012. Аутор изложбе „У залеђу престонице - Општина Шид у касној антици” у Галерији слика „Сава Шумановић” Шид
- 2012. Коаутор изложбе „Сава Шумановић – лично, породично, национално” у Галерији слика „Сава Шумановић” Шид са гостовањем у у Музеју савремене умјетности Републике Српске у Бања Луци и у Дому војске Србије у сарадњи са Министарством одбране Републике Србије[14]
- 2012. Извршена санација и уређење породичног гробља Шумановића и Тубића, као и заштита гробних објеката и споменика предака Саве Шумановића
- 2011. Обављен истраживачки рад и прикупљање документарне грађе о Сави Шумановићу у Загребу
- 2010.	Заштита средњевековног стећка у Шиду (Галерија „Сава Шумановић” Шид)
- 2008. Учесник у пројекту заштите споменика културе-стамбених објеката у Шиду (Галерија слика „Сава Шумановић” Шид)
- 2007.	Израда елабората на тему: Ревалоризација, ревитализација и презентација археолошког локалитета Градина на Босуту (Завод за заштиту споменика културе у Сремској Митровици)
- 2006. Рекогносцирање атара општине Шид (Музеј Срема Сремска Митровица, Галерија слика „Сава Шумановић” Шид)
- 2004-2006. Волонтерски рад на документацији византијске нумизматичке збирке, Народни музеј у Београду
- 2003-2005. Теренска истраживања археолошког локалитета број 85 – Царска палата, Сремска Митровица (Археолошки институт, Београд)
- 2023-2024. Коаутор изложбе Шумановић и Босиљ: Од поетског реализма до симболичке наиве у Галерији Дома Војске Србије. Коаутор Љубинка Пантић

## Учешће на стручним скуповима
- 2013.	Домаћин и учесник Античке секције Српског археолошког друштва, Шид, 29. октобар: Р. Сремац: Нова сазнања о Римљанима у Срему.[15]
- 2016.	Скупштина и годишњи сусрет Српског археолошког друштва, Вршац 2-6. Јун: Р. Сремац: Заштитна археолошка ископавања локалитета Градина на Босуту и Римски катанац са маском из Моловина код Шида.
- 2017. Научни скуп „Црквене и манастирске библиотеке”, манастир Велика Ремета, 18. мај: Р. Сремац: Библиотека и архив Црквене ризнице у Шиду.
- 2017.  Меморијал др Петра Милошевића, Музеј Срема Сремска Митровица, 7-9. Јул: Р. Сремац: Почетак и крај сремске праисторије.
- 2017. Први симпозију о археологији и Сирмијуму, Музеј Срема Сремска Митровица 23-29. новембар: Р. Сремац: Archaeologia Judaica inter Savum et Danubium.

## Пројекти
- Учесник пројекта Матице српске: Насеља и становништво Војводине, у оквиру теме: Насеља и становништво Срема у XVIII веку и у првој половини XIX века (руководилац др Жарко Димић).
- Руководилац пројекта Мапирање и дигитализација јеврејских гробаља у Војводини (Завичајни клуб Општине Шид, Архив Војводине, Јеврејска општина Нови Сад).

## Награде и признања
- Вишњићева награда, у категорији младих стваралаца у култури за 2010. годину.
- Шестодецембарска Захвалница Општине Шид (2015).
- Признање градоначелника Хаифе (Израел) за научно-истраживачки рад о историји јеврејских заједница у Србији (2015).
- Признање Министарства спољних послова Израела за ширење и унапређивање српско-израелског пријатељства (2016).
- Финансијско стање Јевреја уочи Холокауста и пљачка јеврејске имовине на простору НДХ – студија случаја: Илок и Рума. Научни рад награђен на конкурсу Савеза јеврејских општина Србије у категорији "откуп". (2018).
- Судбина архива јеврејских општина у току Другог светског рата – трагом матичних књига. Научни рад освојио 3. место на конкурсу Савеза јеврејских општина Србије (2020).